# Baixo (voz)
| Tipo de Voz  | Tipo de Voz |
| Feminino     | Masculino   |
| ------------ | ----------- |
| Soprano      | Tenor       |
| Meio-soprano | Barítono    |
| Contralto    | Baixo       |

Baixo é o tipo de voz mais grave e rara masculina, e tem o menor alcance vocal de todos os tipos de voz. Apoiando-se na caixa torácica, o cantor pode desenvolver as mais profundas sonoridades. A passagem produz-se, em regra, perto do D♭3, embora a projeção na cabeça, a ampliação do som, seja, normalmente, muito limitada por problemas de tessitura, sendo compensada no registro grave. Assim, as ressonâncias são procuradas muitas vezes em cavidades faríngeas ou nasais que permitem colocar a voz mais na máscara. A sua tessitura média costuma estender-se do E2 ao E4. Esse tipo de voz tem uma enorme consistência e amplitude na zona grave média, para que costumam estar escritas as suas particellas, não se chegando, assim, a alcançar muitas vezes a zona da passagem; contudo alguns papéis exigem o baixo cantar um G4.

## Variações nas Faixas Graves
Dentro de ópera, a nota mais baixa no repertório padrão do baixo é D2, cantada pelo personagem Osmin em  Die Entführung aus dem Serail, mas poucos papéis caem abaixo de F2. Embora a nota de Osmin seja a mais baixa 'exigida' no repertório operático, notas mais baixas são ouvidas, escritas e não escritas: por exemplo, é tradicional para os baixos interpolar um C2 no dueto "Ich gehe doch rathe ich dir" na mesma ópera; em O Cavaleiro da Rosa, o papel do Barão Ochs também tem um C2 opcional.
A altura extrema: alguns papéis graves na chamada repertório padrão vai de F♯4 ou G4, mas alguns papéis passam por cima de F4. No repertório operístico para o baixo, as notas mais altas são um G♯4, O Barber em The Nose, de Shostakovich e na ária "Fra l'ombre e gl'orrori" de Handel, na serenata Aci, Galatea e Polifemo, Polifemo atinge um A4.
A influência cultural e as possibilidades individuais criam uma grande variação na diversidade e qualidade dos baixos. Obras para baixos incluíram notas tão baixas quanto o B♭1, por exemplo, na Sinfonia No. 2 de Gustav Mahler e Vésperas de Rachmaninov.
Muitos baixos profundos tem problemas para chegar às notas, e o uso delas em obras de compositores eslavos gerou o termo coloquial "baixo russo" para uma excepcionalmente profunda variação do baixo profundo que pode facilmente cantar essas notas. Algumas músicas religiosas tradicionais da Rússia pedem A2 (110 Hz) à bocca chiusa, que é duplicado por um A1 (55 Hz), em raras ocasiões em que um coro inclui cantores excepcionalmente talentosos que podem produzir esta voz muito baixa.
Os alemães classificam como Tiefer Bass. Neste repertório concreto, são de grande importância os nomes de Ivar Andrésen (1896-1940) e de Alexander Kipnis, capazes também de abordar um repertório mais próprio do baixo cantante. Dentre os mais atuais, podemos mencionar os alemães Ludwig Weber, Joseph Greindl e Gottlob Frick. No repertório russo, no qual as vozes de baixo são tão importantes, há que referir a ária de Pimen, que exige um baixo verdadeiramente profundo, não porque desça a profundidades abissais, mas sim pela forma como a tessitura é tratada. Dentro da produção italiana, onde não abundam os papéis previstos nitidamente para vozes tão graves, podemos mencionar o Ramfis de Aida ou, em menor grau, o Sparafucille de Rigoletto.

## Tipos de baixos

### Baixo Cantante/baixo-barítonolírico
Baixo cantante é uma voz mais aguda, mais lírica. Ela é produzida usando uma produção vocal italiana, e possui um vibrato mais rápido do que o seu germânico/anglo-saxão equivalente mais próximo, o baixo-barítono.

### Hoher Baixo /baixo-barítono dramático
Hoher Baixo é um baixo-barítono com voz pesada (dramática) e metálica.
Exemplos de papéis:
1. Igor, Knyaz Igor de Alexander Borodin
2. Boris e Varlaam, Boris Godunov por Modest Mussorgsky
3. Klingsor, Parsifal por Richard Wagner
4. Wotan, Der Ring des Nibelungen por Richard Wagner
5. Caspar, Der Freischütz de Carl Maria von Weber
6. Banquo , Macbeth por Giuseppe Verdi
7. Zaccaria, Nabucco de Giuseppe Verdi
8. Fiesco, Simon Boccanegra por Giuseppe Verdi

### Baixo Buffo
Buffo, literalmente "engraçado", são papéis para baixos líricos que exigem de seus praticantes uma técnica sólida, uma capacidade para manter o canto e qualidades tonais maduras. Eles são geralmente os antagonistas do herói/heroína, ou fazem papéis de tolos.

### Baixo profundo
Às vezes referido como baixo dramático, é a forma pesada do baixo cantante. No canto popular, é referido como baixo 2. Segundo JB Steane no Voices, Singers & Critics, o baixo profundo "deriva de um método de produção que elimina o vibrato italiano mais rápido. Em seu lugar á uma espécie de solidez tonal, uma parede frontal semelhante, o que pode no entanto, revelar-se suscetível a outro tipo de vibrato, o ritmo lento ou oscilação. " 

### Baixo Superprofundo
Raríssimo, o baixo superprofundo é o tipo mais grave da voz humana. Seu timbre é escuro e extremamente grave. Seu vibrato é lento devido ao peso natural de seu timbre. Seus papéis mais famosos em óperas incluem: Il Commendatore, em Don Giovanni de Wolfgang Amadeus Mozart, Fafner em Das Rheingold e Siegfried de Richard Wagner e O Grande Inquisidor em Don Carlo de Giuseppe Verdi.

## Alguns baixos na música brasileira
- Arnaldo Antunes
- Noriel Vilela
- Luiz de Carvalho
- Zé Ramalho
- Mr. Catra
- Mayck Meira